# Ermelo (Mondim de Basto)
Ermelo ist ein Ort und eine ehemalige Gemeinde im Norden Portugals. Ermelo liegt im Naturpark Parque Natural do Alvão und ist besonders für den Wasserfall Cascata de Fisgas do Ermelo bekannt. Portugiesische Wanderwege führen an ihm vorbei.
Ermelos mittelalterliche Steinbrücke über den Rio Olo steht seit 1990 unter Denkmalschutz.

## Geschichte
Erste Stadtrechte erhielt Ermelo im Jahr 1196 durch König D. Sancho I., die 1218 erneuert wurden. 1514 erweiterte König D. Manuel I. die Stadtrechte und machte Ermelo zur Vila und damit zum Sitz eines eigenen Verwaltungskreises.
1693 ließ König D. Afonso VI. hier einen monatlichen und einen jährlichen Markt einrichten. Im Jahr 1706 zählte der Ort 500 Einwohner, 1758 waren es 620, und 1801 wurden hier 2.091 Einwohner vermerkt.
Am 31. Dezember 1853 wurde der Kreis Ermelo aufgelöst und war seither eine Gemeinde des Kreises Mondim de Basto.
Mit der Gemeindereform 2013 wurde die eigenständige Gemeinde Ermelo aufgelöst und mit Pardelhas zu einer neuen Gemeinde zusammengelegt.

## Verwaltung

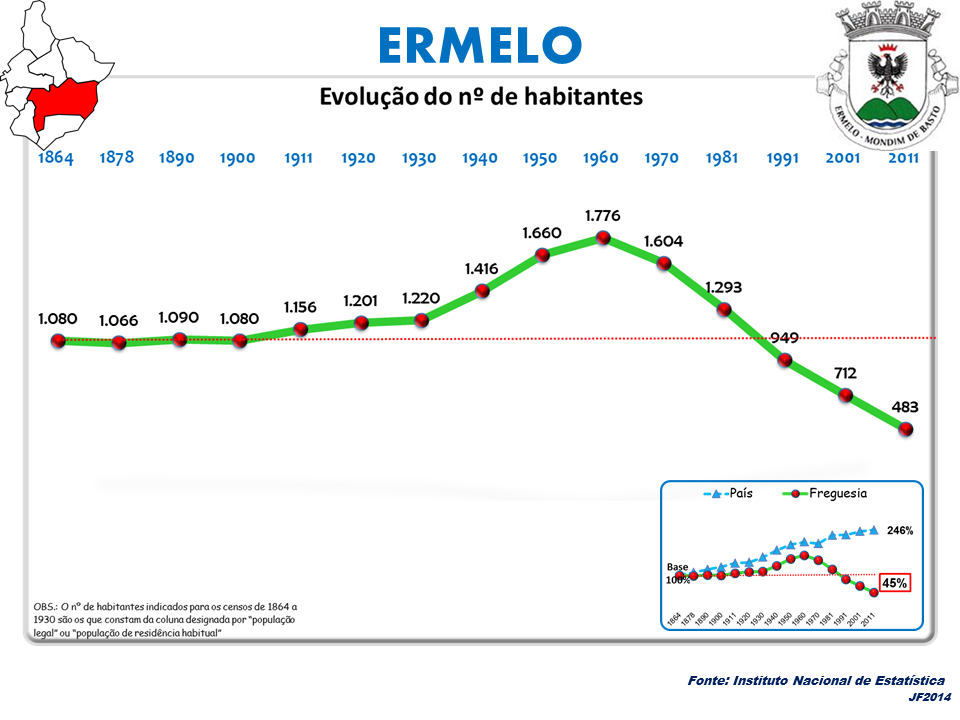
Bevölkerungsentwicklung der Gemeinde Ermelo (1864–2011)

Ermelo war Sitz einer gleichnamigen Gemeinde (Freguesia) im Kreis (Concelho) von Mondim de Basto im Distrikt Vila Real. In ihr lebten 483 Einwohner auf einer Fläche von (Stand 2011).
Folgende Ortschaften gehörten zur Gemeinde:
- Açureira
- Barreiro
- Ermelo
- Fervença
- Malhado do Outeiro
- Padornelo
- Paço
- Várzea
- Varzigueto
- Viadeiros

Im Zuge der umfassenden Gebietsreform vom 29. September 2013 wurde die Gemeinde Ermelo mit der Gemeinde Pardelhas zur neuen Gesamtgemeinde Ermelo e Pardelhas zusammengelegt. Ermelo wurde Sitz der neuen Gemeinde.

## Persönlichkeiten
- Sérgio Manuel Ribeiro Dinis (* 1971), Militärbischof